# Almon Strowger

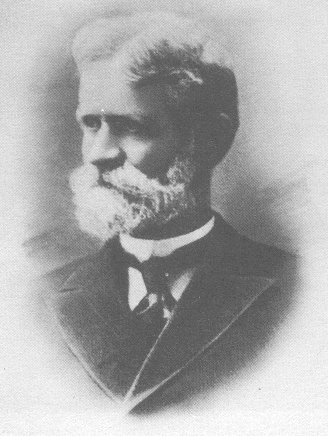
Almon Strowger

Almon Brown Strowger (* 19. Oktober 1839 in Penfield, New York; † 26. Mai 1902 in Saint Petersburg, Florida) entwickelte 1889 den elektromechanischen Hebdrehwähler, welcher die technische Grundlage für die weltweit ersten automatisch arbeitenden Telefonvermittlungsstellen darstellt.

## Lebenslauf
Über sein frühes Leben ist wenig bekannt. Aus dem traditionellen weißen Grabstein mit der Inschrift 'Lieut. A.B. Strowger, Co.A, 8NY Cav.' geht hervor, dass er ein Veteran des US-Bürgerkrieges war. Es wird angenommen, dass er an der zweiten Schlacht von Bull Run, nahe Manassas in Virginia teilgenommen hat.
Nach dem Bürgerkrieg scheint er zunächst Landschullehrer gewesen zu sein, bevor er Bestattungsunternehmer wurde. Verschiedenen Quellen zufolge hat er in El Dorado (Kansas), Topeka und schließlich in Kansas City, Missouri, gelebt. Es ist nicht bekannt, wo er die Idee einer automatischen Vermittlungsstelle bekommen hat, aber die Patentunterlagen identifizieren ihn am 10. März 1891 als Einwohner von Kansas City.
Strowger wird übereinstimmend als Bestattungsunternehmer von Kansas City bezeichnet, der das automatische Telefonvermittlungssystem erfand.
Es heißt, er sei motiviert worden, eine automatisch arbeitende Telefonvermittlung zu entwickeln, da er Schwierigkeiten mit dem Personal der damals üblichen 
Handvermittlung hatte. Er war davon überzeugt, dass das Vermittlungspersonal der örtlichen Vermittlungsstelle Gespräche bevorzugt an seinen Konkurrenten leitete. Er hatte auch den Verdacht, dass die Vermittler die Auswahl des Bestattungsunternehmers durch die Telefonkunden beeinflussen, wenn solche Dienste erfordert waren. Dieser Verdacht hatte seinen Ursprung in einem Vorfall in Topeka, als ein Freund starb und die Familie einen Konkurrenten kontaktierte. Anderen Überlieferungen zufolge war die Ehefrau oder möglicherweise die Cousine eines Konkurrenten als Telefonvermittlerin tätig. Der genaue Hergang ist nicht mehr zu rekonstruieren. Historiker berichten, dass jene, die Strowger gekannt haben, ihn als exzentrisch, cholerisch, ja sogar verrückt bezeichnet haben.
In der Absicht, dass anstelle des Vermittlungspersonals die Teilnehmer selbst entscheiden sollten, wen sie anrufen, begann er 1888 an seiner Erfindung zu arbeiten und erhielt am 10. März 1891 das US-Patent Nr. 447,918 für ein Automatisches Telefonvermittlungssystem. Es wird berichtet, dass sein erstes Modell aus einer runden Kragenschachtel und einigen Stricknadeln bestand.
Strowger entwickelte zwar die Idee, arbeitete jedoch nicht allein, sondern nahm die Hilfe seines Neffen William und anderer in Anspruch, die sich mit Elektrizität auskannten und das Geld hatten, seine Konzepte zu realisieren. Mit deren Hilfe wurde die Strowger Automatic Telephone Exchange Company gegründet, die die weltweit erste kommerziell eingesetzte automatische Vermittlungsstelle in LaPorte (Indiana), installierte und am 3. November 1892 mit circa 75 Teilnehmern und einer Kapazität für 99 Teilnehmer feierlich in Betrieb nahm.
Die Ingenieure entwickelten Strowgers Entwürfe weiter und reichten mehrere Patente unter dem Namen der Angestellten ein. Die Firma änderte mehrfach ihren Namen. Strowger selbst scheint an der weiteren Entwicklung nicht beteiligt gewesen zu sein. Er verkaufte seine Patente 1896 für $ 1.800, 1898 seinen Anteil an der 'Automatic Electric Company' für $ 10.000, und zog aus gesundheitlichen Gründen nach St. Petersburg (Florida), wo er wieder als Bestatter tätig war, wie aus Unterlagen des H.P. Bussey Leichenschauhauses von 1899 hervorgeht. Strowger starb im Alter von 62 Jahren in St. Petersburg (Florida) an einem Aneurysma, nachdem er an Anämie gelitten hatte. Er hinterließ einigen Wohlstand, es heißt, er habe mindestens
einen Häuserblock in der Stadt besessen.
Er wurde von seiner Witwe Susan A. Strowger (* 1846, † 14. April 1921 in Tampa, Florida) überlebt. Im Jahr 1916 wurden seine Patente für $ 2,5 Millionen gehandelt. Im Nachruf auf seine Frau in der St. Petersburg Times wurde behauptet, sie habe weitere revolutionäre Entwicklungen ihres Mannes zurückgehalten, weil nur andere von seinen Entwicklungen profitieren würden. Sie sagte, ihr Mann habe nur $ 10.000 für seine Erfindung erhalten, obwohl er eine Million hätte erhalten sollen.
Eine Bronzetafel, die an seine Erfindung erinnert, wurde 1945 von Telefongesellschaft-Repräsentanten an seinem Grab angebracht. Strowger wurde 1965 in die Ruhmeshalle der U.S. Independent Telephone Association aufgenommen. Außer dem von ihm erfundenen Wähler trägt seinen Namen noch eine Lokomotive und ein Firmen-Preis.

## Das Strowger-Patent

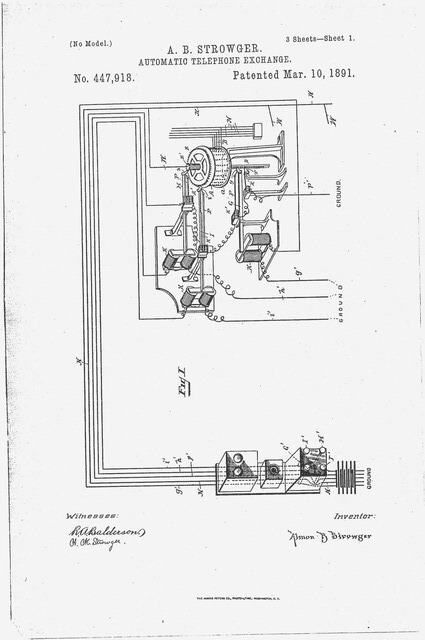
Skizze aus seinem Patent zu dem Hebdrehwähler

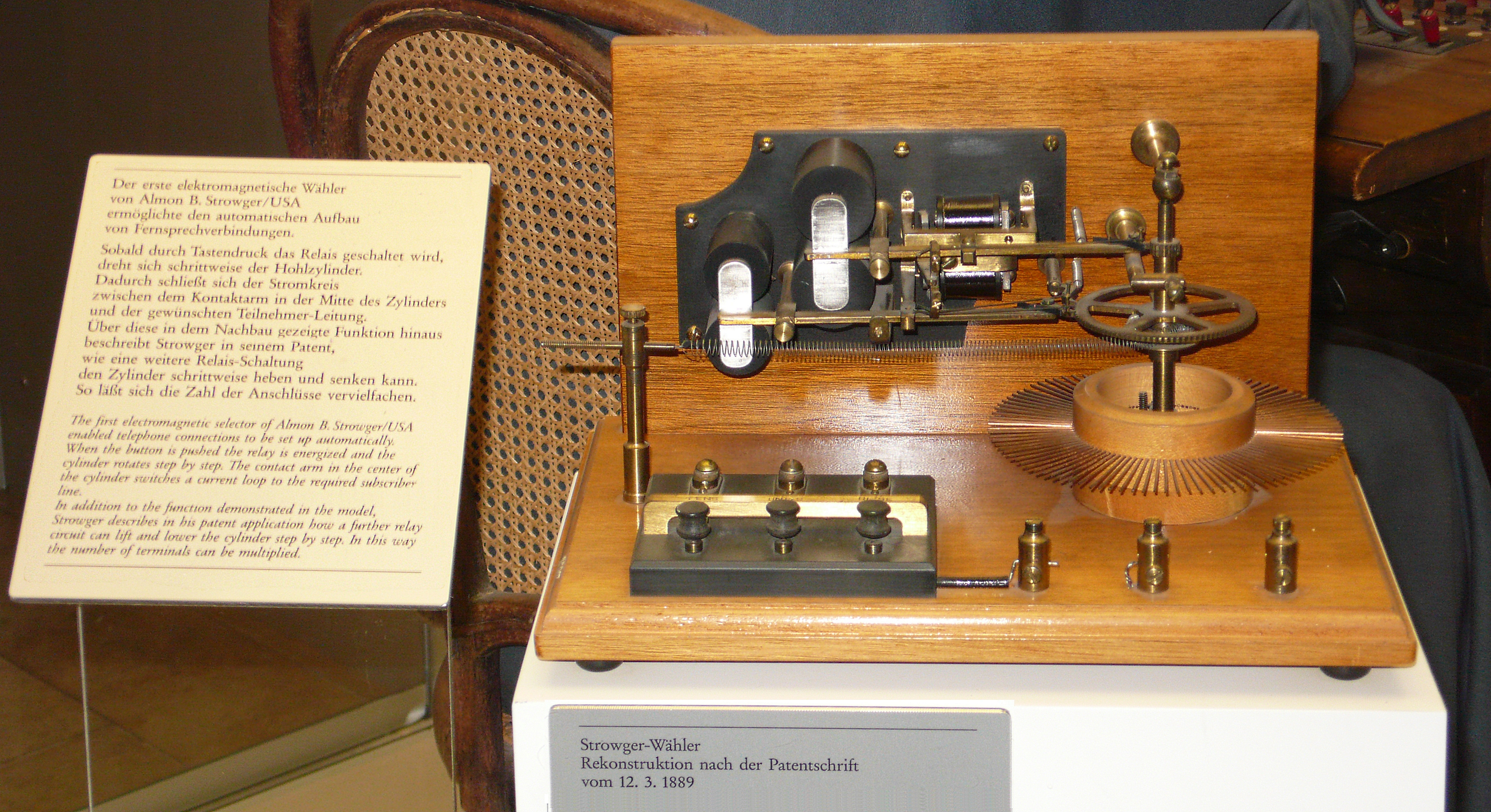
Nachbau des Hebdrehwählers ausgestellt im Deutschen Museum München

Sein Patent besteht aus folgenden Komponenten:
1. Ein Teilnehmergerät mit jeweils einer Taste für Hunderter-, Zehner- und Einerstelle der gewünschten Rufnummer.
2. Jede der vier Tasten ist mit einer eigenen Leitung mit der Vermittlungsstelle verbunden. Zusätzlich wird eine Leitung zur Sprachübertragung benötigt.
3. Für jeden Teilnehmer ist ein Hebdrehwähler in der Vermittlungsstelle installiert. Der Wähler besteht aus einem beweglichen Kontaktarm und einer Matrix aus Kontakten, die an der Innenseite eines Zylinders angeordnet sind. Jedem an die Vermittlungsstelle angeschlossenen Teilnehmer ist ein Kontakt der Matrix zugehörig. Der Arm ist mit dem Sprachkreis des Anrufers verbunden und kann durch lineare Hub- und halbkreisförmige Drehbewegung zu einem beliebigen Teilnehmer eine Verbindung herstellen.

Um beispielsweise die Rufnummer 432 zu wählen, betätigt der Anrufer viermal die 100er-Taste, dreimal die 10er-Taste und zweimal die 1er-Taste. Durch eine Mechanik aus Elektromagneten, Zahnstangen und Zahnrädern bewegt sich der Kontaktarm diesem Beispiel zufolge zunächst vier Reihen nach oben, führt dann eine Drehbewegung über 30 Positionen und danach über zwei Positionen aus.
Später wurde das System durch Leitungssucher ergänzt, wodurch die Anzahl der benötigten Wähler drastisch reduziert wurde; dafür wurde ein Mechanismus zum Erkennen eines besetzten Wählers oder Teilnehmers hinzugefügt. Das grundlegende Konzept ist jedoch bis zur Einführung der elektronischen Vermittlungstechnik gleich geblieben und war rund 100 Jahre im Einsatz. Die Modularisierung und die Skalierbarkeit machten das Strowger-System der Konkurrenz, deren Systeme sich nicht für einen Aufbau großer Netze eigneten, weit überlegen.

## Zitat
Strowger soll 1890 folgenden Ausspruch getan haben (frei übersetzt): „Mein Wettbewerber wird nicht länger alle meine Kunden stehlen können, nur weil seine Frau eine Bell-Telefonistin ist.“